# سكوت باريت (لاعب اتحاد الرغبي)
سكوت باريت (بالإنجليزية: Scott Barrett)‏ هو لاعب اتحاد الرغبي نيوزيلندي، ولد في 20 نوفمبر 1993 في نيو بلايموث في نيوزيلندا.

## وصلات خارجية
- سكوت باريت عل موقع إسبنسكروم (الإنجليزية)
- سكوت باريت على موقع ItsRugby.co.uk (الإنجليزية)